# باشگاه فوتبال آکادمیکا
باشگاه فوتبال آکادمیکا (به پرتغالی: Académica de Coimbra) یا آکادمیکا کویمبرا یک باشگاه فوتبال در شهر کویمبرا در پرتغال می‌باشد که در لیگ برتر پرتغال بازی می‌کند.
این باشگاه در سال ۱۸۷۶ تأسیس شده‌است.